# 맨 트러블
《맨 트러블》(영어: Man Trouble)은 미국과 이탈리아에서 제작된 밥 레이펄슨 감독의 1992년 로맨틱 블랙 코미디 영화이다. 잭 니컬슨, 엘런 바킨 등이 출연하였고 캐럴 이스트먼 등이 제작에 참여하였다.

## 출연진
- 잭 니컬슨
- 엘런 바킨
- 해리 딘 스탠턴
- 베벌리 디앤절로
- 마이클 매키언
- 솔 루비넥
- 폴 머저스키
- 로런 톰
- 비비카 데이비스
- 버로니카 카트라이트
- 데이비드 클레넌
- 존 캐펄로스
- 게리 그레이엄
- 레이먼드 크루즈
- 메리 팻 글리슨
- 데이비드 세인트제임스
- 리베카 브루사드

## 기타 제작진
- 라인 제작: 톰 쇼
- 협력 제작: 마이클 실버블랫
- 배역: 테리 리블링
- 미술: 멜 본
- 세트: 서마라 셰이퍼
- 의상: 주디 러스킨